# 屈勒莱罗什
屈勒莱罗什（法語：Culles-les-Roches，法語發音：[kyl le ʁɔʃ]）是法国索恩-卢瓦尔省的一个市镇，属于索恩河畔沙隆区。

## 地理
屈勒莱罗什（46°39'8"N, 4°39'12"E）面积8.9 平方千米，位于法国勃艮第-弗朗什-孔泰大區索恩-卢瓦尔省，该省份为法国中部省份，北起顺时针与科多尔省、汝拉省、安省、罗讷省、卢瓦尔省、阿列省和涅夫勒省接壤。
与屈勒莱罗什接壤的市镇（或旧市镇、城区）包括：弗莱、比西叙弗莱、圣让古勒纳雄耐尔、圣马丹迪塔特尔、圣莫里斯德尚、索勒。

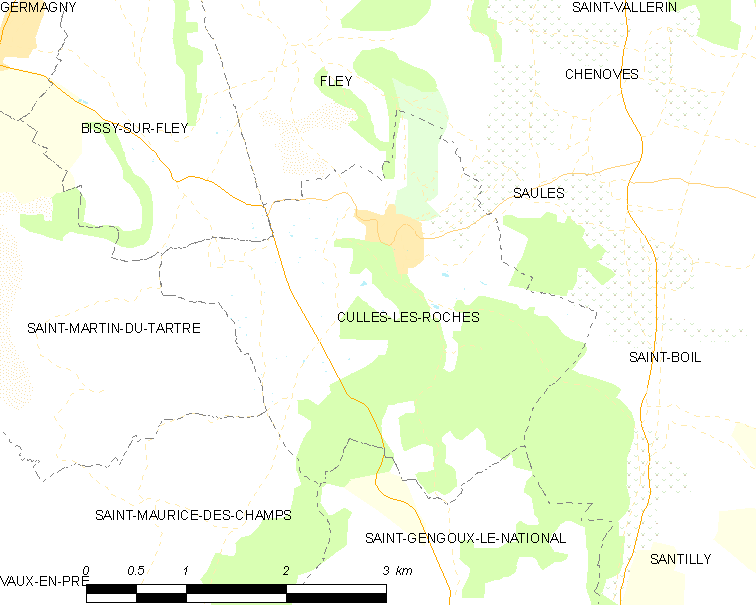
屈勒莱罗什的OSM定位图

屈勒莱罗什的时区为UTC+01:00、UTC+02:00（夏令时）。

## 行政
屈勒莱罗什的邮政编码为71460，INSEE市镇编码为71159。

## 政治
屈勒莱罗什所属的省级选区为日夫里县。

## 人口

1962-2008年间屈勒莱罗什人口变化图示

屈勒莱罗什于2022年1月1日时的人口数量为200人。